# 진주 월명암 목조아미타여래좌상
진주 월명암 목조아미타여재좌상(晉州 月明庵 木造阿彌陀如來坐像)은 대한민국 경상남도 진주시 월명사에 있는 불상이다. 2010년 12월 21일 대한민국의 보물 제1686호로 지정되었다.

## 개요
월명암 인법당에 봉안되어 있는 목조아미타여래좌상은 1612년에 수화승 玄真이 學文, 明隱, 義能, 太訓 4명의 조각승을 이끌고 제작한 불상이다. 복장발원문을 살펴보면, 상련대 관음보살좌상과 제작 시기와 날짜 그리고 불상 제작에 관련된 스님들의 중요 소임 등 시주자들을 제외한 대부분이 일치한다. 이를 통해 볼 때 월명암 목조아미타여래좌상은 함양 상련대 관음보살좌상과 동시 조성되었을 것으로 추정된다. 또한 상련대 관음보살좌상에서 공덕주로 나오는 벽암각성이 월명암 목조 아미타여래좌상에서는 복장시주자로 나타나서 불상제작에 벽암각성이 깊이 관련되었음을 알 수 있다. 현재 월명암 목조아미타여래좌상의 복장발원문은 불상에 다시 납입된 상태이다.
아미타불좌상의 전체적으로 동시 조성된 상련대 관세음보살좌상보다 넓은 어깨와 당당한 신체 비례를 보인다. 불상의 두부는 둥글고 높은 복발형으로 앞으로 살짝 숙이고 있다. 나발 사이에 둥근 정상계주와 반달형의 중간계주가 뚜렷하게 나타난다. 상호는 갸름한 타원형으로 이마는 넓은 편이 며 반개한 두 눈은 좌우로 길게 뻗어 있다. 호형을 그리며 내려오는 콧대는 콧등이 얇고 돌출되어 있으며, 작은 입술에는 미소를 짓고 있어 전반적으로 인자한 모습이다. 넓은 어깨에 가슴은 편평하여 양감 있고, 허리는 길며 아랫배는 살짝 부풀어 있다. 수인은 오른손을 가슴 높이로 올리고 왼손 은 오른발 위에 올려 자연스럽게 엄지와 중지를 맞대었다. 하체는 오른발을 위로 올린 결가부좌를 하고 있으며, 무릎은 낮고 넓은 편이어서 안정적인 자세이다. 법의는 일반적인 이중착의법으로 착용하였으며, 승각기는 가슴까지 올려 일자로 표현하였다. 다리를 덮은 대의자락은 형식화된 4단의 부채모양의 주름이 길게 나타나는데 이러한 표현은 동시 조성된 상련대 관세음보살좌상과 유사하다.
월명암 아미타불좌상은 현전하는 현진작 불상 중 가장 이른 시기에 제작된 것으로, 얼굴의 형태는 동시 조성된 상련대 관세음보살좌상보다는 2년 후에 제작된 천은사 관음, 대세지보살좌상과 더욱 유사하다. 이후에 제작되는 1626년작 무량사 소조아미타여래좌상과 법주사 소조삼신불좌상은 얼굴이 크고 신체가 당당해지는 변화가 나타나는 것을 알 수 있다. 이처럼 월명암 아미타불좌상은 현진작 불상의 양식변화를 알 수 있는 중요한 자료이며, 아울러 17세기 전반기에 나타나는 불상양식의 편년을 나타내는 중요한 자료적 가치를 지닌 것으로 판단되어 국가문화재로 지정하여 보존하고 연구할 만한 가치가 충분하다고 평가되었다.

## 참고 자료
- 진주 월명암 목조아미타여래좌상 - 국가유산청 국가유산포털